# Dominic Barberi

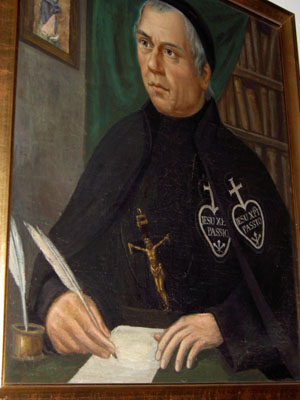
Dominic Barberi

Domenico Barberi (* 22. Juni 1792 in Palanzana bei Viterbo, Italien; † 27. August 1849 in Reading, England) gehörte zur Kongregation der Passionisten.
Ab 1842 wirkte er als Missionar in England, wo er Kontakte zur Oxford-Bewegung knüpfte. Am 9. Oktober 1845 nahm er in Littlemore bei Oxford John Henry Newman in die katholische Kirche auf. Im Oktober 1963 wurde Dominic Barberi von Papst Paul VI. seliggesprochen.